# Yule Merwyn Charles McCann
Pour les articles homonymes, voir McCann.
Yule Merwyn Charles McCann est un zoologiste et un botaniste britannique, né le 14 décembre 1899 à Castle Rock (Karnataka) (Empire Britannique) et mort le 29 novembre 1980 à Wellington.

## Biographie
Il étudie à Bombay de 1916 à 1920 avant de rejoindre la Bombay Natural History Society où il est d’abord récolteur de spécimens puis conservateur assistant. Après l’indépendance de l’Inde, il part s’installer en Nouvelle-Zélande et travaille au muséum de Wellington (aujourd’hui muséum Te Papa Tongarewa). Il prend sa retraite de son poste au muséum en 1964, et occupe de 1965 à 1969, un poste à l’Institut océanographique de Nouvelle-Zélande. Puis, dans une situation financière difficile, il doit travailler, après cette date, comme mécanicien dans un garage.
McCann travaille sur des sujets variables, en botanique  comme en zoologie. Son guide sur les graminées qu’il écrit avec son ancien professeur Ethelbert Blatter (1877-1934), est longtemps un ouvrage de référence. Il étudie les lézards de Nouvelle-Zélande.

## Source
- Kraig Adler (1989). Contributions to the History of Herpetology,  Society for the study of amphibians and reptiles : 202 p.  (ISBN 0-916984-19-2)